# Agvali
Agvali (in russo Агвали?; in lingua avara: Агъвали) è un villaggio della Russia situato nel Daghestan. Appartiene al rajon Cumadinskij di cui è il centro amministrativo.
Il villaggio si trova nel bacino del fiume Andijskoe Kojsu (ramo sorgentifero del Sulak).